# Oslo Sentralstasjon
Oslo Sentralstasjon (Oslo S) är den största och viktigaste järnvägsstationen i Norge.

## Historia
Förr i tiden fanns två stationer, Oslo Vestbanestasjon (1872), belägen nära Aker Brygge och rådhuset samt Oslo Østbanestasjon (1854), belägen på den östra sidan av centrum. Det fanns en förbindelsebana mellan stationerna (Havnebanen), för godstransporter, invigd 1907.

## Stationen
Oslo Sentralstasjon byggdes 1980, i samband med byggandet av Oslotunneln. Arkitekt var John Engh. Namnet kom 1981. Stationen har tre byggnader, huvudstationen samt Flytogterminalen and Østbanehallen. I byggnaden finns ett stort köpcentrum. Utanför stationen finns Jernbanetorget, det största torget för kommunikation i Norge med buss- och spårvagnslinjer och en stor tunnelbanestation.
Sammanlänkat med stationen finns köpcentrumen Byporten och Oslo City, samt Oslo bussterminal.
Från stationen utgår tåg till exempelvis Bergen, Stavanger, Trondheim, Stockholm och Göteborg.

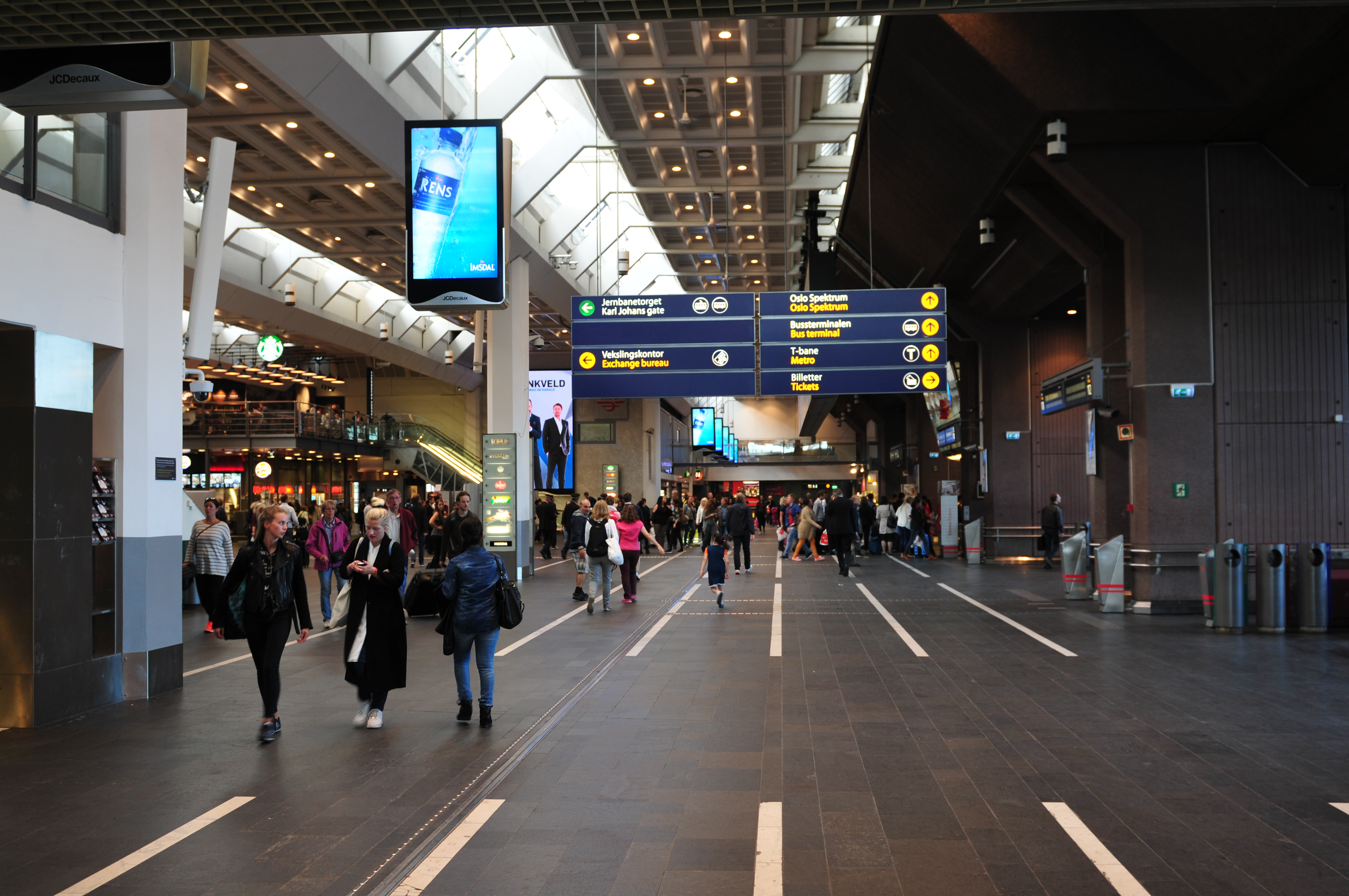
Oslo S öppnad 1980
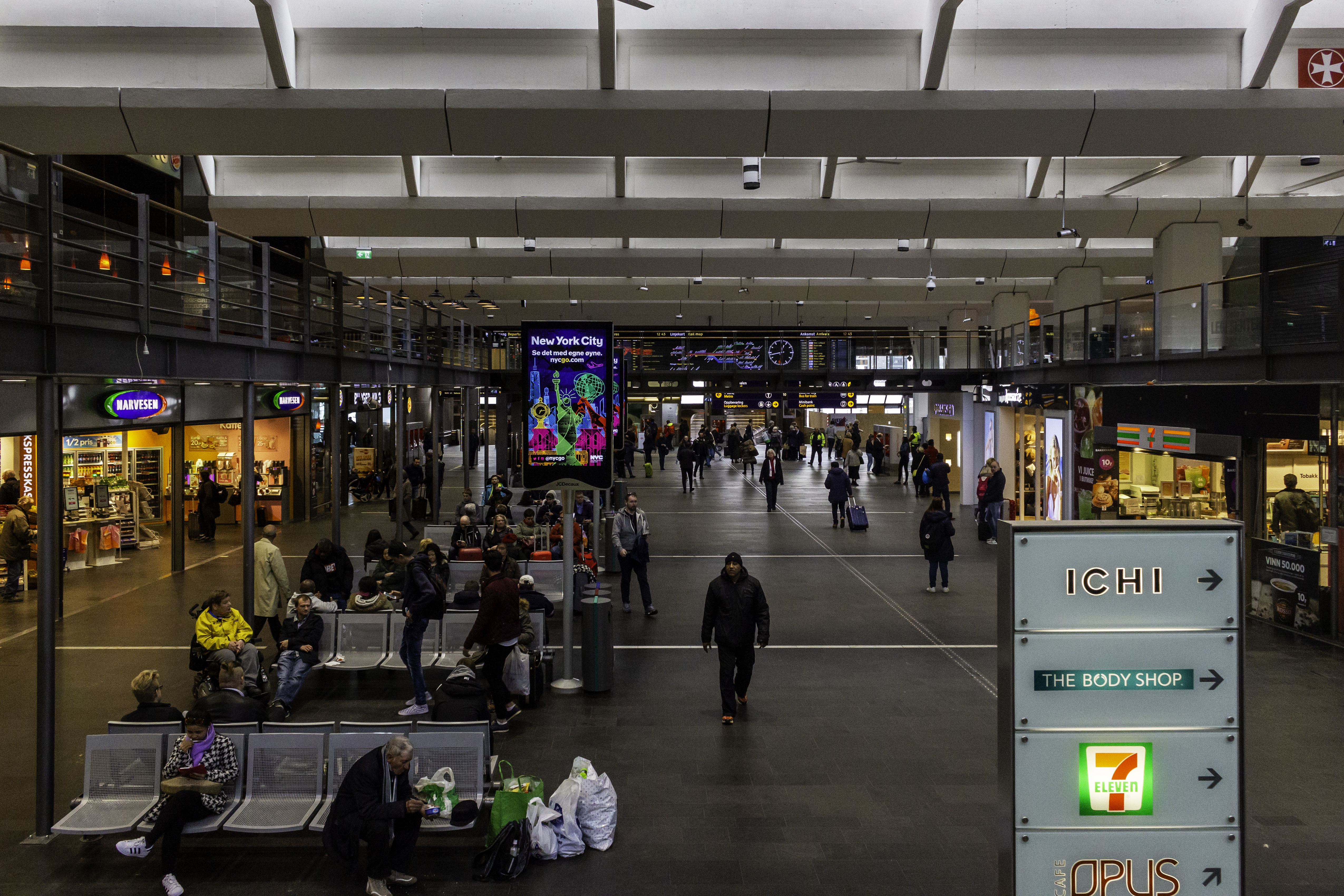
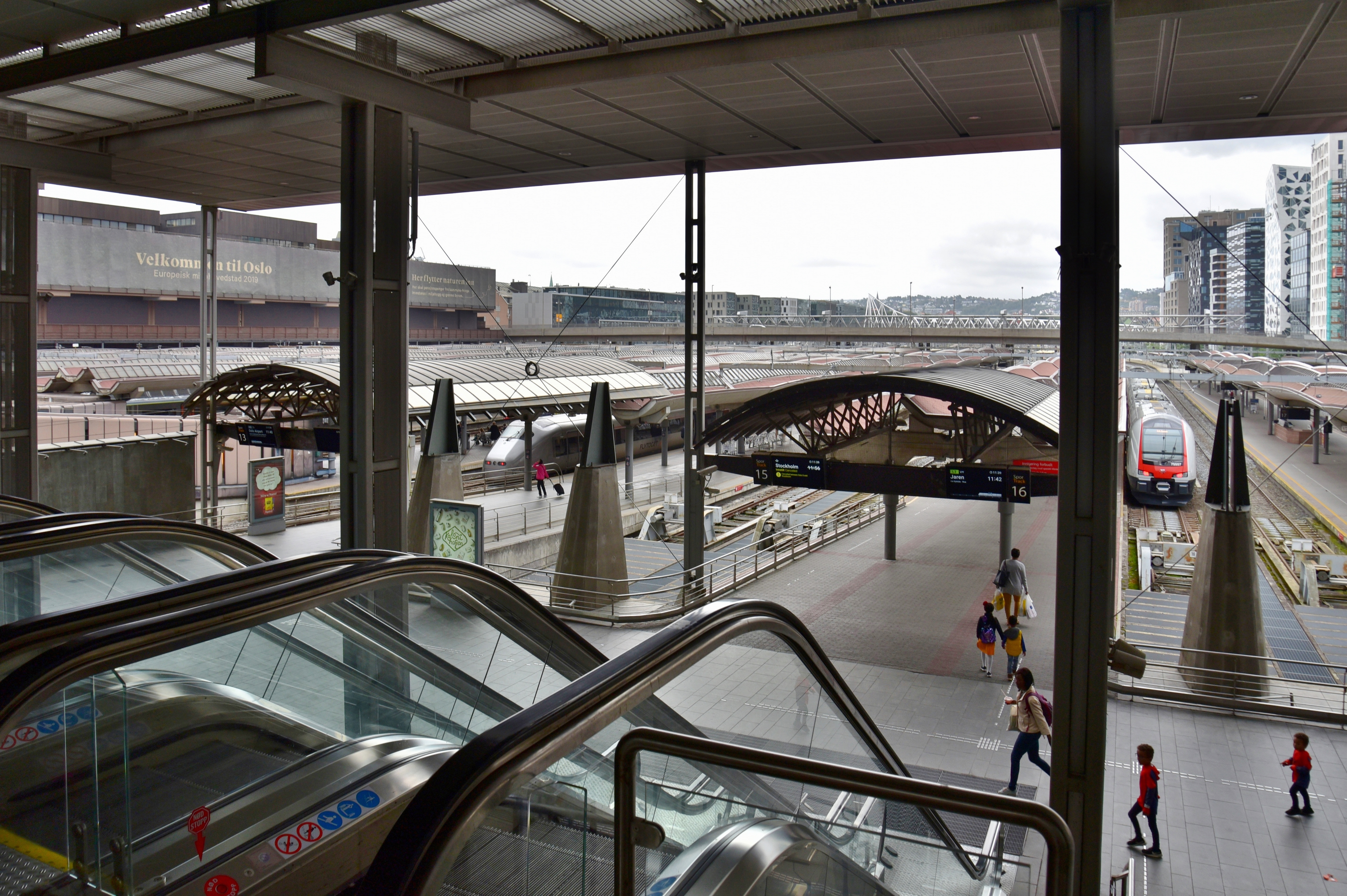
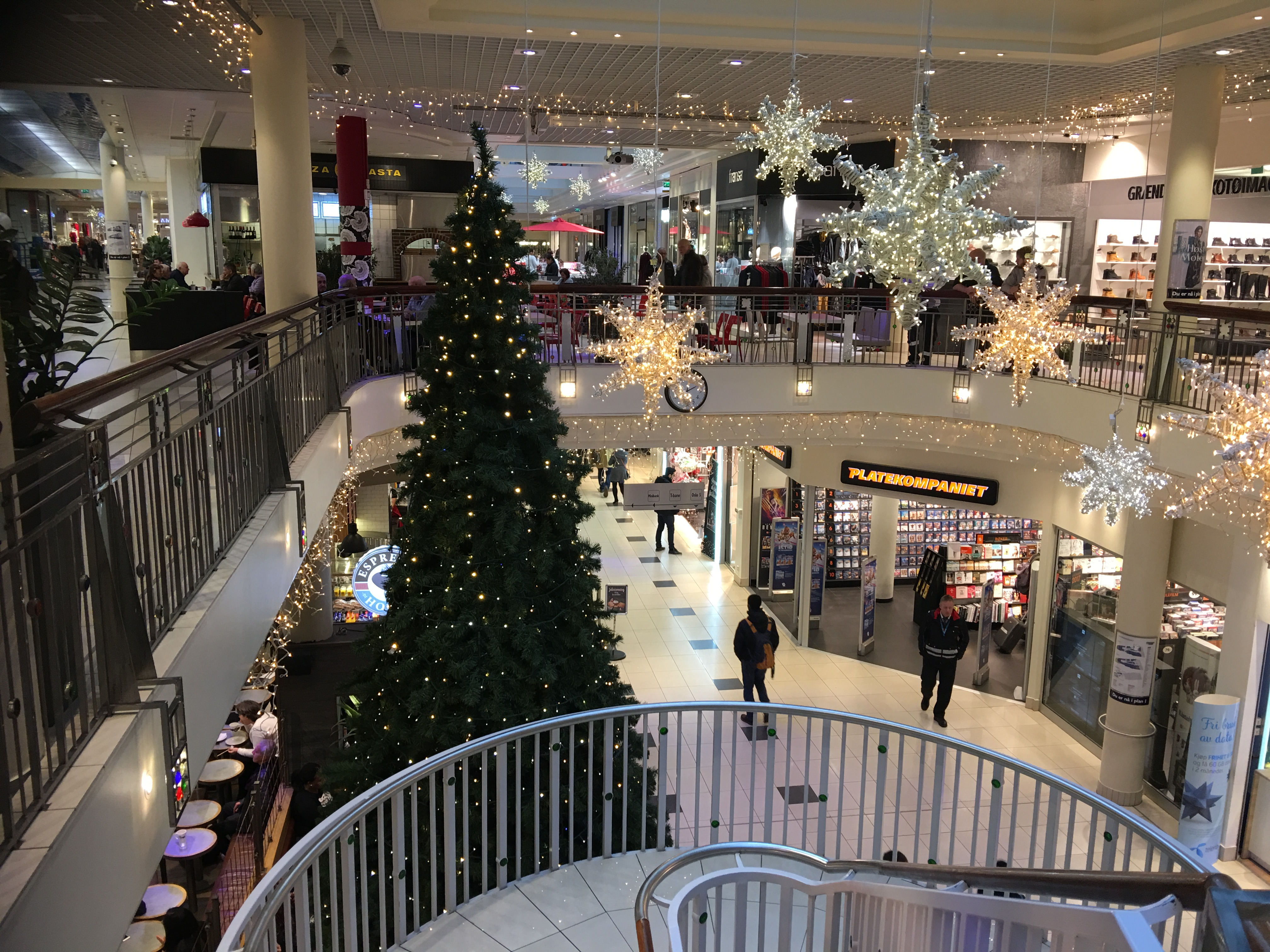
Byporten öppnad 1999
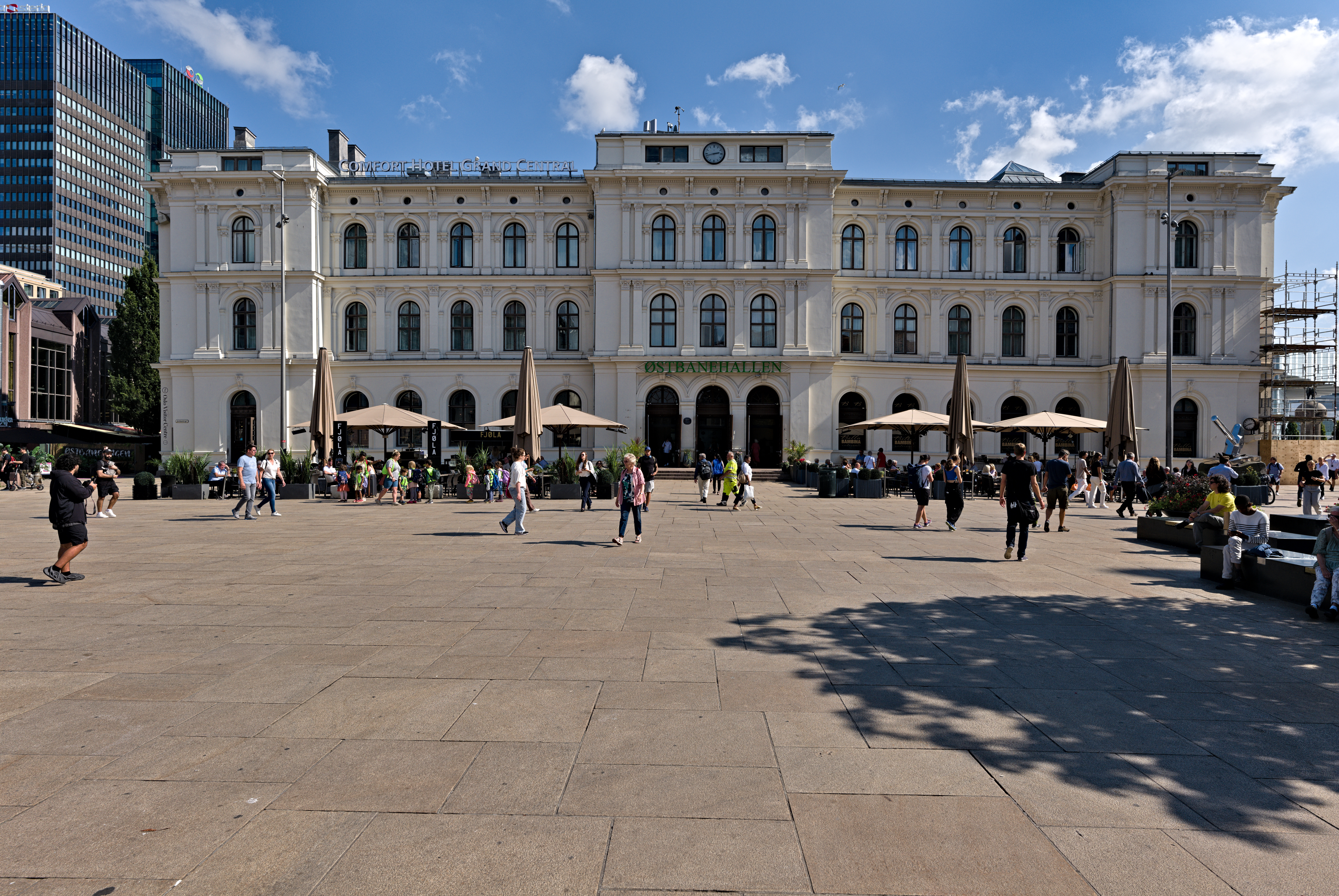
Østbanens gamla stationshus vid Jernbanetorget, numera en integrerad del av Oslo Sentralstasjon
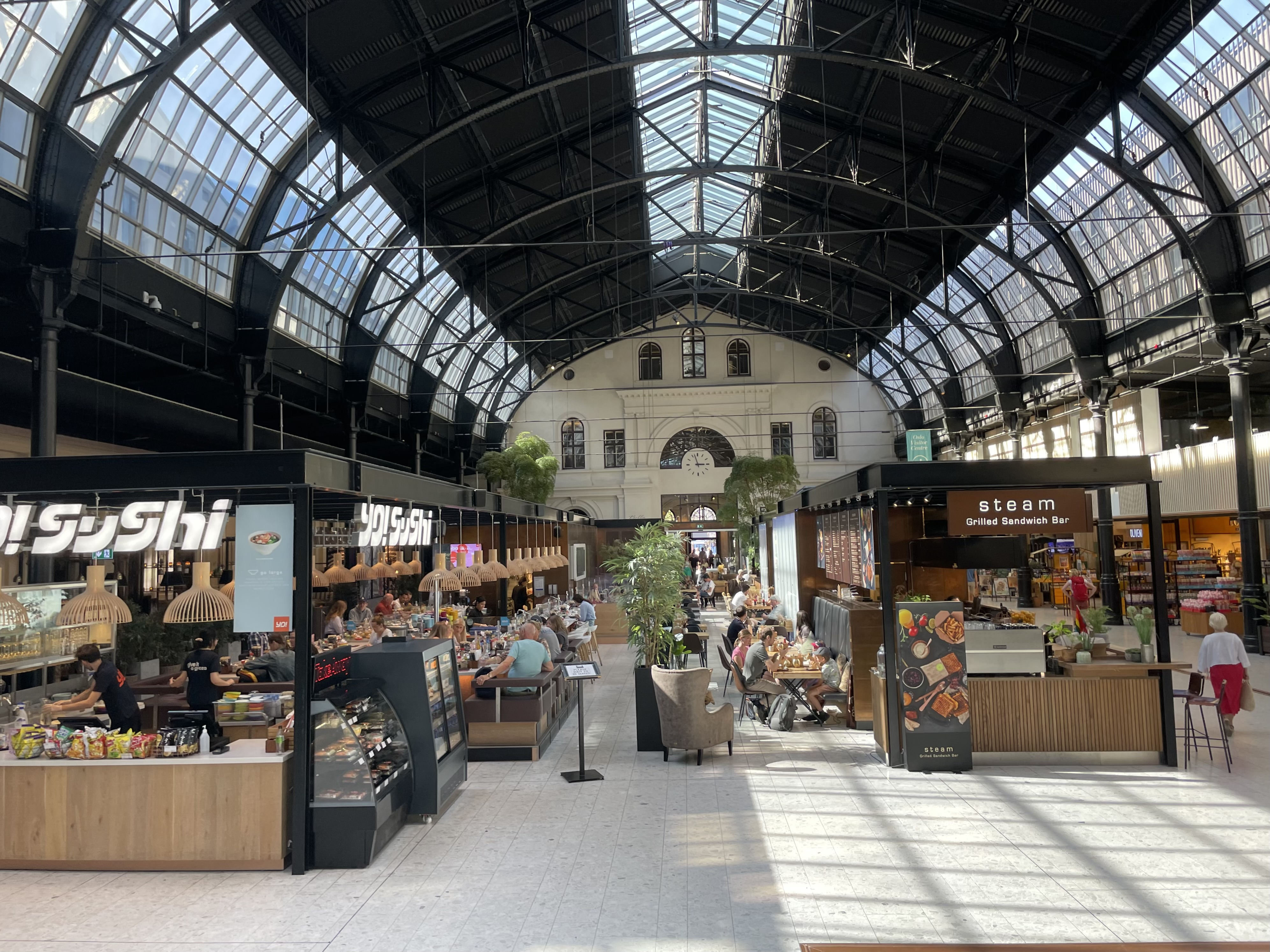
Østbanehallen öppnad 1854